# 暁烏敏

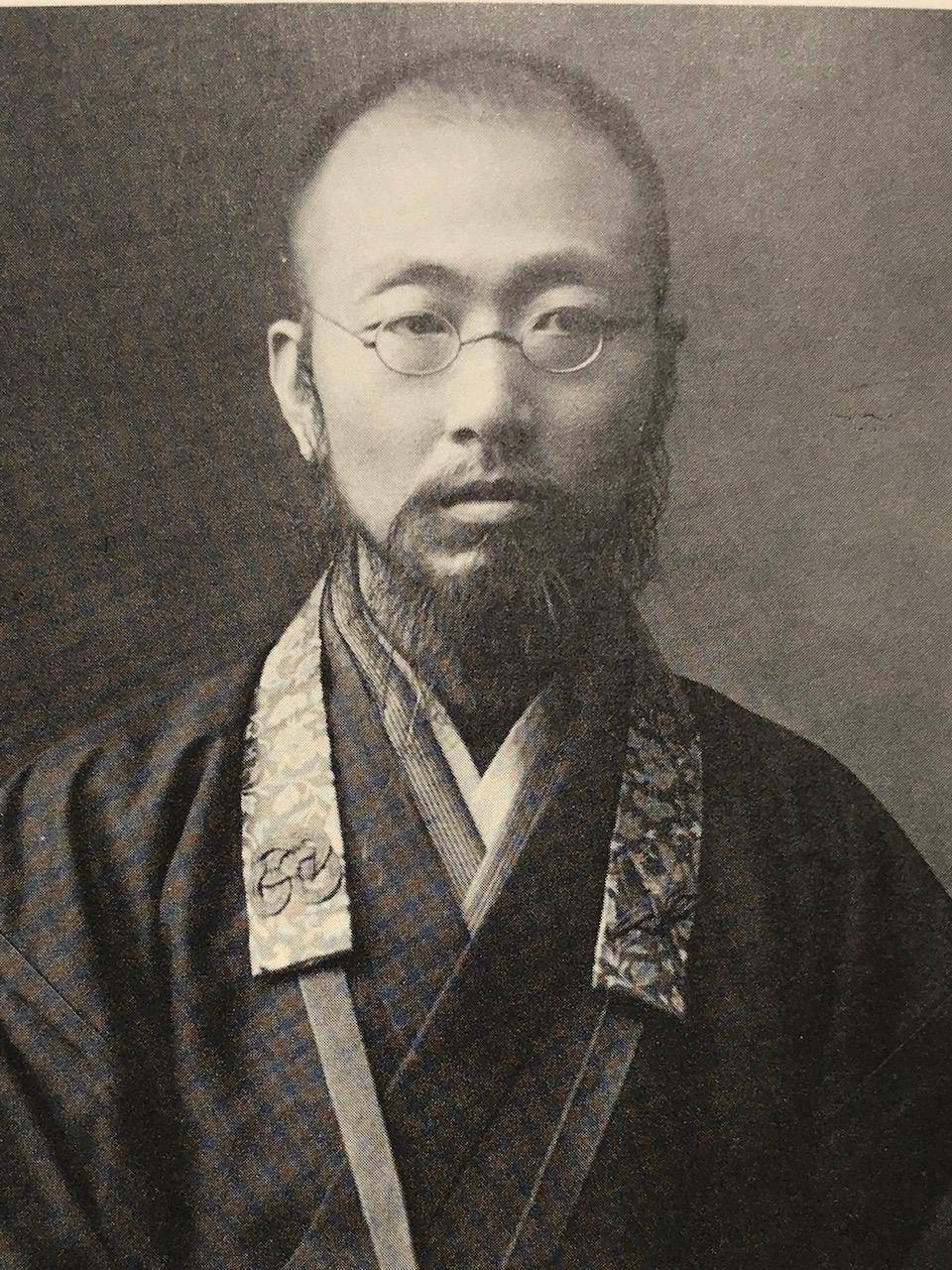
暁烏敏

暁烏 敏（あけがらす はや、1877年〈明治10年〉7月12日 - 1954年〈昭和29年〉8月27日）は、日本の、真宗大谷派の僧侶・宗教家。院号は「香草院」。法名は「釈彰敏」。愛称は「念仏総長」。
真宗大学在学時から俳句を作り、号は「非無」。高浜虚子に師事し、詩や俳句も多く残した。加賀の藤原鉄乗、高光大船と暁烏敏を合わせて、加賀の三羽烏という。

## 経歴
1877年（明治10年）、石川県石川郡出城村字北安田（現：白山市北安田）の真宗大谷派の明達寺に長男として生まれる。父の暁烏依念（えねん）は説教使として知られた人物であった。母の千代野も、清貧に甘んじた夫に尽くし、敏の教育に熱心な母であった。
1887年（明治20年）、父依念と死別。松任高等小学校を卒業した後、金沢にあった共立尋常中学校（東本願寺と石川県が出資し設立した学校）に進学。
1893年（明治26年）、共立尋常中学校を退学（日本語を世界に広めれば良いとの理由で、英語の試験をボイコットし落第したことが原因）。同年9月、京都の大谷尋常中学校（現：大谷中学校・高等学校）に編入。1896年（明治29年）、真宗大学本科（現：大谷大学）に入学。清沢の宗門革新運動に参加し退学になるも、翌年に復学する。
1897年（明治30年）、20歳で『歎異抄』に出会う。1899年（明治32年）、清沢満之に出会い、佐々木月樵、多田鼎とともに浩々洞を開設する。3人は浩々洞三羽烏と呼ばれた。
1900年（明治33年）、真宗大学を卒業、東本願寺留学生として東京外国語学校（現・東京外国語大学）露語別科に入学し、二葉亭四迷に教わるが中退。
1901年（明治34年）、浩々洞において『精神界』の刊行を発案し、浩々洞の同人らと共に発刊。
1902年（明治35年）、佐々木月樵の妹である山田房子と結婚。
1903年（明治36年）1月より、『精神界』の誌上にて「『歎異抄』を読む」という記事を、8年間55回にわたり連載し、世に『歎異抄』の存在を広める（「『歎異抄』を読む」を再編集したのが『歎異抄講話』）。明治時代、『歎異抄』は真宗の禁書であった。同年6月6日、師清沢満之が死去したため、浩々洞代表となる。
1911年（明治44年）、その熱い情熱から異安心（浄土真宗における異端）扱いを受ける。
1913年（大正2年）、房子と死別。1914年（大正3年）、共立尋常中学校校長であった今川覚神と多（金沢常福寺娘）の長女総子と再婚。
1915年（大正4年）、浩々洞代表を辞し、自坊の明達寺に戻る。各地で講演を行い、そのカリスマ性によって多くの信者を獲得する。同年、『中外日報』誌上において、複雑な女性関係が問題視され「信界の強盗」と、再三にわたり非難されている。
1924年（大正13年）、母千代野と死別。
1927年（昭和2年）、インド・欧州旅行、ハワイ・アメリカ講演を経て、日本精神を提唱する。
1935年（昭和10年）、眼病を患うも、大報恩会厳修と大日本文教院設立を志願。
1950年（昭和25年）、蔵書を金沢大学に寄贈、「暁烏文庫」と名付けられる。
1951年（昭和26年）1月、真宗大谷派の宗務総長に就任し、窮地に追い詰められていた宗派の財政を回復させる。1952年（昭和27年）1月、宗務総長を辞任。自ら喜寿を迎えるに当たって、自坊の明達寺に清沢満之の像と、脇侍として合掌する自身の像を安置した臘扇堂の建立を計画する。1954年（昭和29年）8月20日、臘扇堂が完成、落慶法要を営む。同月27日、死去、満77歳（数え78歳）歿。

## 著書
- 『吾人の宗教』文明堂　1902
- 『宗教清話』法蔵館　1903
- 『心霊夜話』編　法蔵館　1903
- 『死の問題』文明堂　1904
- 『求道録』浩々洞出版部　1907
- 『恵空語録』編　無我山房　1909
- 『清沢先生の信仰 「我信念」講話』無我山房　1909
- 『歎異鈔講話』無我山房　1911
- 『人々の死』無我山房　1912
- 『凋落』無我山房　1913
- 『触光手記』法文館　1919
- 『更生の前後』護法館　1920
- 『温かき大地』香草舎　1921　にほひくさ
- 『生くる日』香草舎　1921　にほひくさ
- 『諸行無常』香草舎　1921　にほひくさ
- 『親鸞聖人論』香草舎　1921　にほひくさ
- 『前進する者』丁子屋書店　1921
- 『父乃印象』香草舎　1921　にほひくさ
- 『独立者の宣言』丁子屋書店　1921
- 『華厳三昧の中より』香草舎　1922　にほひくさ
- 『常倫を超出する者』香草舎　1922　にほひくさ
- 『沈黙の自殺者』香草舎　1923　にほひくさ
- 『不可説転の記』香草舎　1923　にほひくさ
- 『蓮如上人論』香草舎　1923
- 『常倫を超出する者』香草舎　1924　にほひくさ
- 『仏説無量寿経五悪段講話』香草舎　1924
- 『仏説無量寿経三誓偈講話』香草舎　1924
- 『阿弥陀仏の生るゝまで』香草社　1925
- 『死の国々』香草舎　1925　にほひくさ
- 『楕円と円 附・一から多へ、真について』香草舎　1925　にほひぐさ叢書
- 『母の死』香草舎　1925　にほひぐさ叢書
- 『阿弥陀仏とその師との問答』香草舎　1926　仏説無量寿経叢書
- 『阿弥陀仏の修行とその浄土』香草舎　1926　仏説無量寿経叢書
- 『内省せられたる自己』香草舎　1926　にほひぐさ叢書
- 『仏教の根本精神』香草舎　1926　北安田パンフレット
- 『釈迦基督その他』春秋社　1927
- 『尊厳なる存在の認識』香草舎　1927　北安田パンフレット
- 『肉体の彼岸』香草舎　1927　北安田パンフレット
- 『老境の黎明』香草舎　1927　にほひぐさ叢書
- 『印度仏跡巡拝記』暉峻康範共著　香草舎　1928
- 『国土の摂取と荘厳』香草舎　1928　北安田パンフレット
- 『信心生活の種々相』香草舎　1928　仏説無量寿経叢書
- 『新日本の進路』香草舎　1928　北安田パンフレット
- 『信の提唱』香草舎　1928　北安田パンフレット
- 『自治の精神』香草舎　1928　北安田パンフレット
- 『無罪の宣言』香草舎　1928　北安田パンフレット
- 『阿弥陀仏の本願』香草舎　1929　仏説無量寿経叢書
- 『この師とこの弟子』香草舎　1929　北安田パンフレット
- 『主観的信念の客観的妥当性』香草舎　1929　北安田パンフレット
- 『真実信について』香草舎　1929　北安田パンフレット
- 『生活中心の決定』香草舎　1929　北安田パンフレット
- 『誠の心』香草社　1929
- 『地球をめぐりて』香草舎　1930　にほひぐさ叢書
- 『忠義について 大石良雄の復讐事件の批判』香草舎　1930　北安田パンフレット
- 『日本精神』香草舎　1930　北安田パンフレット
- 『本願成就の信心』香草舎　1930　仏説無量寿経叢書
- 『アメリカの印象』香草舎　1931　北安田パンフレット
- 『古事記の世界』香草舎　1931　北安田パンフレット
- 『聖徳太子奉讃』香草舎　1931　北安田パンフレット
- 『闘争を超えて』香草舎　1931　北安田パンフレット
- 『仏説無量寿経聖行段講話』香草舎　1931　仏説無量寿経叢書
- 『報恩講式文講話』香草舎　1931　北安田パンフレット
- 『横川法語講話』香草舎　1931　北安田パンフレット
- 『自由の考察』香草舎　1932　北安田パンフレット
- 『戦争の哲学 須佐之男命の御事』香草舎　1932
- 『歎異鈔 校定』編　香草舎　1932
- 『日本仏教の特質』香草舎　1932　北安田パンフレット
- 『親鸞聖人の信念の底に流るゝ神ながらの道　仏教研究叢書』大東出版社　1932
- 『仏説無量寿経三毒講話』香草舎　1932　仏説無量寿経叢書
- 『改悔文講話』香草舎　1933　北安田パンフレット
- 『神代の女性』香草舎　1933　北安田パンフレット
- 『孝子聖徳太子』香草舎　1933　北安田パンフレット
- 『宿業の超越 歎異鈔下篇第四節講話』香草舎　1933
- 『聖徳太子の浄土観』香草舎　1933　北安田パンフレット
- 『水火中間の白道』香草舎　1933
- 『菩薩道』香草舎　1933　仏説無量寿経叢書
- 『雪の夜の法話』香草舎　1933　北安田パンフレット
- 『皇太子殿下御誕生の年末年始の法話』香草舎　1934　北安田パンフレット
- 『讃仏の伽陀』香草舎　1934　北安田パンフレット
- 『親鸞聖人の信念の底に流るる神ながらの道』香草舎　1934
- 『聴法の釈尊』香草舎　1934　仏説無量寿経叢書
- 『働ける女性へ』一生堂書店　1934　仏教婦人文庫
- 『ハワイの印象』香草舎　1934
- 『暁烏敏先生講話集』東方書院　1935
- 『阿弥陀経講話』香草舎　1935
- 『聖徳太子十七条憲法講話』日本放送出版協会関西支社　1935
- 『聖徳太子奉讃講話』東方書院　1935
- 『神道と仏道』香草舎　1935　北安田パンフレット
- 『人生の調和』香草舎　1935　北安田パンフレット
- 『勇猛精進 男子のために』日立評論社　1935　日立パンフレツト
- 『正信偈讃仰』香草舎　1936
- 『正信偈大意』 香草舎　1936
- 『日本は仏国なり』香草舎　1936　北安田パンフレット
- 『六方礼経』香草舎　1936
- 『ありがたいお話』香草舎　1937　北安田パンフレット
- 『永遠の親の懐へ』香草舎　1937　北安田パンフレット
- 『清沢先生臨末の御教訓講話 暁烏敏先生還暦記念講話』香草舎　1937
- 『神道・仏道・皇道・臣道を聖徳太子十七条憲法によりて語る』香草舎　1937　北安田パンフレット
- 『神武天皇建国の精神』洛南教苑出版部　1937　名家講演集
- 『日本精神の象徴』香草舎　1937　北安田パンフレット
- 『凡夫の道 随筆』新英社　1937
- 『学生に親鸞聖人を語る』香草舎　1938　北安田パンフレット
- 『清沢満之の文と人』編著　大東出版社　1939
- 『進撃はどこまで』香草舎　1939　北安田パンフレット
- 『信心的提倡 華訳』香草舎　1939
- 『国体と仏教』香草舎　1940　北安田パンフレット
- 『国体の精華』香草舎　1940　北安田パンフレット
- 『大命信順の生活 聖人一流御文講話』香草舎　1940　北安田パンフレット
- 『仏説観無量寿経講話』香草舎　1936-40
- 『和協一心』香草舎　1940　北安田パンフレット
- 『日本教育道　教育革新叢書』玉川学園出版部　1941
- 『大政翼賛の話』香草舎　1941　北安田パンフレット
- 『他力本願の道』香草舎　1941　北安田パンフレット
- 『日本仏教に於ける大政翼賛の理念』香草舎　1941　北安田パンフレット
- 『臣民道を行く』一生堂書店　1942
- 『生活刷新の理念』人文閣　1943
- 『暁烏敏選集 第1巻 (更生の前後)』仏教文化協会　1948
- 『香草抄 暁烏敏随想集』杜陵書院　1948
- 『佛教入門』東成出版社　1952　佛教文庫
- 『絶対他力』弘文堂　1954
- 『世と共に世を超えん』池田書店　1954　現代宗教思想全集
- 『十億の人に』香草舎　1956
- 『暁烏敏全集』全33巻　香草舎 1956-60
- 『暁烏敏日記』暁烏敏顕彰会　1976-77
- 『わが歎異鈔』潮文社（全3巻）1977、新版1994・2005
- 『わが念佛・わが命』潮文社　1977、新版2006
- 『更生の前後 虚無からの出発』潮文社 1978
- 『佛の世界』潮文社 1978、新版1995
- 『歎異抄講話』講談社学術文庫 1981、度々復刊
- 『和讃講話集』涼風学舎 1984
- 『魂萌ゆ 暁烏敏の世界』福島和人・太田清史編、真宗大谷派宗務所出版部 1986
- 『正信偈の講話』法蔵館 1986、新版2018
- 『皆まさに往生すべし』林暁宇編、具足舎 2006
- 『母の死』勉誠出版 2010　人間愛叢書
- 『清沢満之入門　絶対他力とは何か』書肆心水 2015
- 『教行信証　入門講話集』 書肆心水 2016

## 伝記など
- 野本永久『暁烏敏伝』大和書房 1974
- 松田章一『暁烏敏 世と共に世を超えん』松任市 1997
- 石和鷹『地獄は一定すみかぞかし 小説暁烏敏』新潮社 1997、新潮文庫 2000
- 林暁宇『ほんとうにしたいことがあったらそれをやれ わが師暁烏敏の教え』具足舎 2002
- 福島栄寿『「精神主義」の求道者たち 清沢満之と暁烏敏』京都光華女子大学真宗文化研究所 2003
- 林暁宇編『略伝暁烏敏』具足舎 2004
- 松田章一『暁烏敏の挑戦』北國新聞社出版局「十方叢書」2005